# Катастрофа S-76 под Калабасасом
Катастрофа S-76 под Калабасасом — авиационная катастрофа, произошедшая 26 января 2020 года. Вертолёт Sikorsky S-76B частной авиакомпании «Island Express Holdings Inc.» выполнял перелёт из Санта-Аны в Камарильо, но через 41 минуту после взлёта врезался в холм около Калабасаса. Погибли все находившиеся на его борту 9 человек — пилот и 8 пассажиров, среди которых находились бывший 41-летний баскетболист Коби Брайант и его 13-летняя дочь Джианна.

## Вертолёт
Sikorsky S-76B (регистрационный номер N72EX, серийный 760379) был выпущен в 1991 году. Изначально был оснащён двумя турбовинтовыми двигателями Pratt & Whitney Canada PT6B-36A, но в марте 2016 года (через 7 месяцев после приобретения частной авиакомпанией «Island Express Holdings Inc.» (в августе 2015 года)) на нём были установлены двигатели Honeywell SPZ-7000. На день катастрофы налетал 4717 часов.

## Сведения о пилоте
Вертолётом управлял 50-летний опытный пилот Ара Зобаян (англ. Ara Zobayan), налетавший 8577 часов (1250 из них на Sikorsky S-76).

## Пассажиры
На борту вертолёта находились 8 пассажиров:
- Коби Брайант (англ. Kobe Bryant); 41 год, бывший баскетболист NBA.
- Джианна Мария-Ороне Брайант (англ. Gianna Maria-Orone Bryant); 13 лет, дочь Коби Брайанта.
- Джон Алтобелли (англ. John Altobelli); 56 лет, бейсбольный тренер команды «Orange Coast College».
- Кэри Алтобелли (англ. Keri Altobelli); 46 лет, жена Джона Алтобелли.
- Алиса Алтобелли (англ. Alyssa Altobelli); 14 лет, дочь Джона Алтобелли.
- Пейтон Честер (англ. Payton Chester); 13 лет, игрок женской баскетбольной команды «Mambas»[* 1].
- Сара Честер (англ. Sarah Chester); 45 лет, мама Пейтон Честер.
- Кристина Маузер (англ. Christina Mauser); 38 лет, помощник Коби Брайанта.

## Хронология событий

### Предшествующие обстоятельства, вылет
26 января 2020 года в 9:06 утра по Тихоокеанскому времени частный вертолёт Sikorsky S-76 вылетел из аэропорта Джона Уэйна в округе Ориндж, Калифорния, с 9 пассажирами на борту: Коби, его 13-летняя дочь Джанна, 6 друзей семьи и пилот. Согласно базе данных государственного секретаря штата Калифорния, вертолёт принадлежал компании Island Express Holding Corp., расположенной в городке Филлмор, Калифорния. Группа направлялась в Аэропорт Камарильо в округе Вентура, Калифорния, чтобы принять участие в баскетбольном матче в Mamba Sports Academy в городе Таузанд-Окс.

### Полёт
По данным трекера воздушных судов, вертолёт некоторое время кружил над зоопарком Лос-Анджелеса из-за интенсивного движения в данном районе. В 9:30 утра пилот связался с диспетчерской вышкой аэропорта Бёрбанк и уведомил диспетчеров о ситуации, а они, в свою очередь, сообщили, что вертолёт летит слишком низко, из-за чего он не отслеживается радаром. В это же время вертолёт столкнулся с сильным туманом и повернул на юг в направлении гор. В 9:40 вертолёт резко набрал высоту с 1200 до 2000 футов (с 370 до 610 метров), двигаясь при этом со скоростью 161 узел (298 км/ч; 185 миль/ч).

### Катастрофа

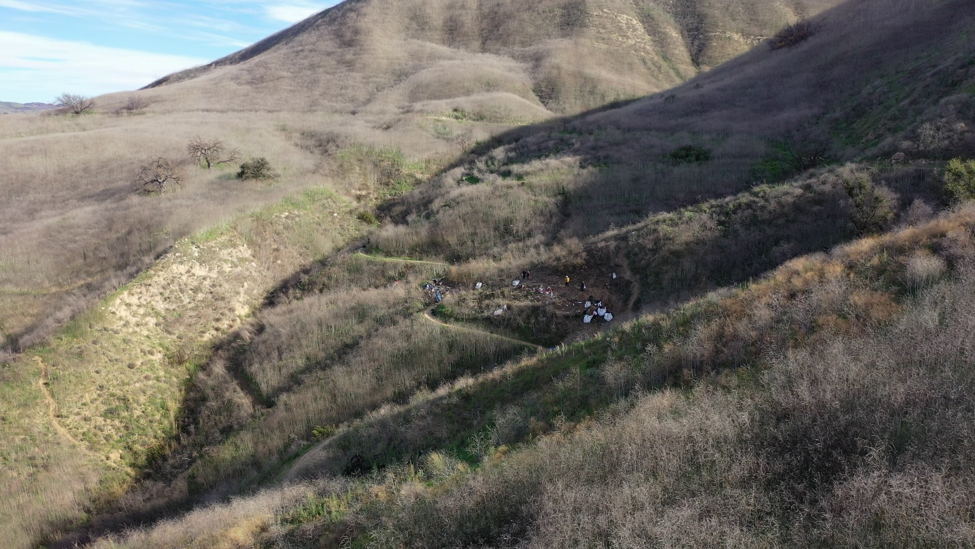
Общий вид места катастрофы

## Реакция

### В политике
Свои соболезнования выразили бывшие президенты США Дональд Трамп, Билл Клинтон и Барак Обама, а также бывший госсекретарь Хиллари Клинтон, губернатор Калифорнии Гэвин Ньюсом, мэр Лос-Анджелеса Эрик Гарсетти и другие американские политики.

### В музыке
- Американские рэперы Jay Electronica[англ.] и Jay-Z в ночь авиакатастрофы записали песню «A.P.I.D.T.A.», которая была выпущена 13 марта 2020 года в качестве финального трека в дебютном альбоме Jay Electronica «A Written Testimony[англ.]»[7].
- Канье Уэст посвятил Коби Брайанту песню «24» из своего альбома «Donda»[8].
- Российский рэпер Вячеслав Машнов (Слава КПСС) выпустил сингл «R.I.P KOBE» («Покойся с миром, Кобе») в память о Коби Брайанте[9].

### Культурные аспекты
Катастрофа под Калабасасом показана в 22 сезоне канадского документального телесериала Расследования авиакатастроф в серии Уход Легенды.
Навигационным точкам около Аэропорта Лос-Анджелеса были даны идентификаторы KOBBB и JIANA в честь жертв.

## Расследование
Расследование причин катастрофы под Калабасасом проводил Национальный совет по безопасности на транспорте (NTSB).
Окончательный отчёт расследования был опубликован 9 февраля 2021 года.

## Память

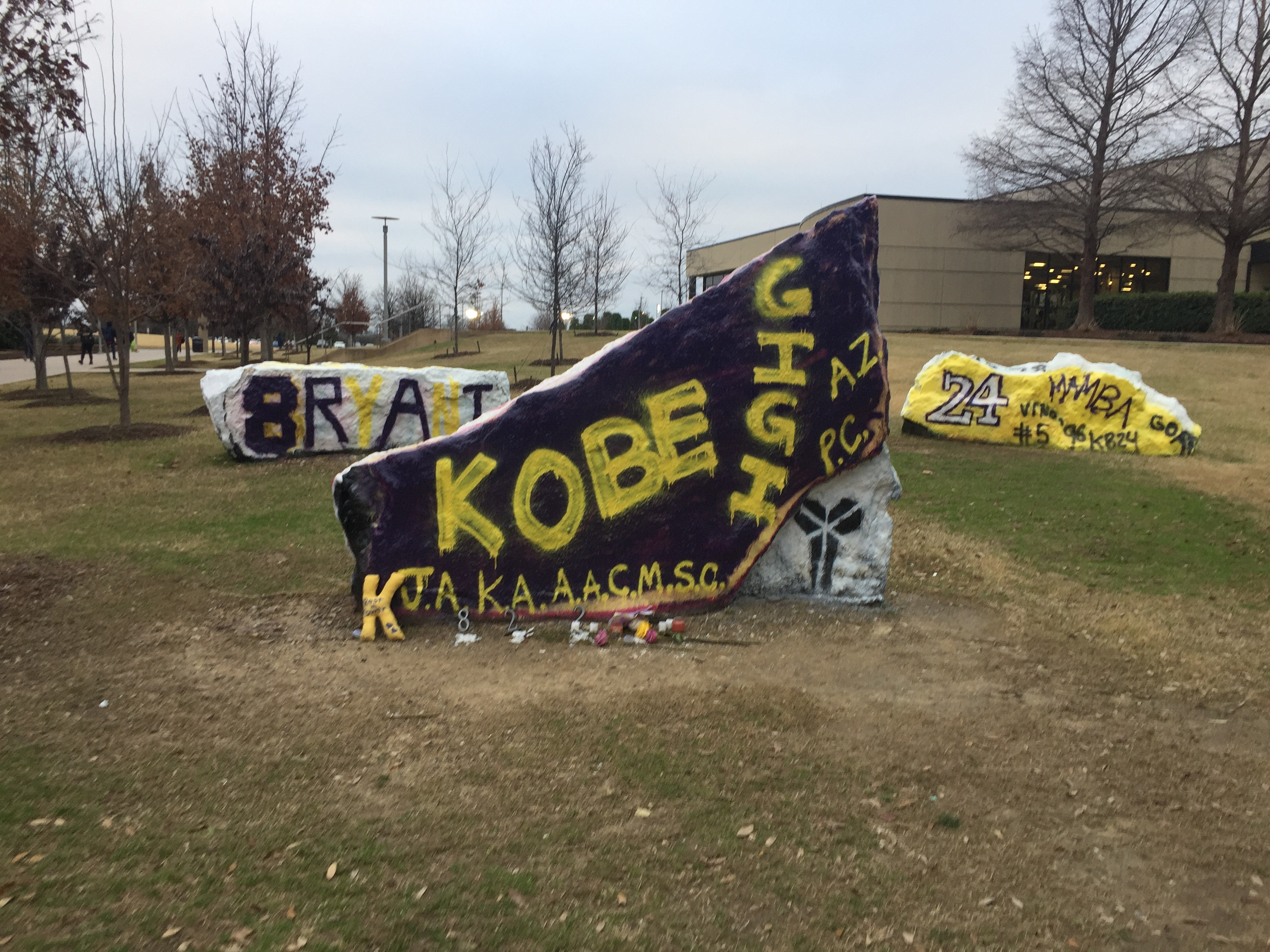
Мемориал возле Техасского университета в Далласе

### Комментарии
1. ↑  Джанна Брайант и Алиса Алтобелли также играли в этой команде